# St. Johannes der Täufer (Wang)
Koordinaten: 48° 29′ 40,2″ N, 11° 56′ 12,4″ O
Die katholische Filialkirche St. Johannes der Täufer ist die denkmalgeschützte Dorfkirche von Wang im Landkreis Freising (Oberbayern). Namenspatron der Kirche ist Johannes der Täufer.

## Geschichte
Der Ort Wang selbst wurde erstmals 783 urkundlich erwähnt. Katholische Pfarreien im Gemeindegebiet von Wang sind St. Laurentius (Volkmannsdorf), zu der St. Johannes gehört, und St. Petrus (Schweinersdorf). Beide gehören heute zum Pfarrverband Mauern.

## Baubeschreibung
Die Beschreibung des Bayerischen Landesamts für Denkmalpflege für das geschützte Baudenkmal (Denkmal-Nr. D-1-78-155-1) lautet:

„Spätgotischer Saalbau mit eingezogenem Polygonalchor und Flankenturm, Ende 15. Jahrhundert; mit Ausstattung
Friedhofsmauer, mittelalterlich“